# Estha Essombe
Estha Essombe (* 20. April 1963 in Boulogne-sur-Mer) ist eine ehemalige französische Judoka. Sie gewann drei Medaillen bei Europameisterschaften.

## Sportliche Karriere
Die 1,70 m große Estha Essombe kämpfte im Halbschwergewicht, der Gewichtsklasse bis 72 Kilogramm. Sie gewann erst 1991 erstmals eine Medaille bei den französischen Meisterschaften, als sie Zweite hinter Laurence Sionneau wurde. Die stärkste französische Judoka im Halbschwergewicht war allerdings in dieser Zeit Laetitia Meignan, die 1993 das Tournoi de Paris vor Essombe gewann. Bei den Europameisterschaften 1994 in Danzig bezwang Essombe im Viertelfinale die Spanierin Cristina Curto und im Halbfinale die Britin Kate Howey, im Finale unterlag sie der Belgierin Ulla Werbrouck. Ende 1994 gewann Estha Essombe ihren einzigen französischen Meistertitel. 1995 bei den Europameisterschaften in Birmingham bezwang Essombe im Viertelfinale die Rumänin Simona Richter und im Halbfinale die Serbin Danojla Đurđevac. Das Finale verlor Essombe wie im Vorjahr gegen Ulla Werbrouck. Bei den Weltmeisterschaften 1995 in Chiba unterlag sie im Viertelfinale der Kubanerin Diadenis Luna und belegte am Ende den siebten Platz. 
Im Jahr darauf verlor Essombe bei den Europameisterschaften 1996 in Den Haag im Achtelfinale gegen die Niederländerin Karin Kienhuis. Mit Siegen in der Hoffnungsrunde über die Russin Swetlana Galante, die Österreicherin Doris Pöllhuber und die Britin Kate Howey sicherte sich Estha Essombe eine Bronzemedaille. Bei den Olympischen Spielen 1996 in Atlanta bezwang sie im Achtelfinale die kubanische Weltmeisterin Diadenis Luna und im Viertelfinale die Venezolanerin Francis Gómez. Im Halbfinale unterlag sie der Japanerin Yōko Tanabe, den Kampf um eine Bronzemedaille verlor Essombe gegen die Italienerin Ylenia Scapin nach 1:59 Minuten. 1997 belegte Essombe den siebten Platz bei den Europameisterschaften in Ostende. Einen Monat danach traf sie im Finale der Mittelmeerspiele auf Ylena Scapin und gewann den Titel. Bei den Weltmeisterschaften 1997 in Paris erreichte Essombe das Halbfinale durch einen Sieg über Ulla Werbrouck. Nach Niederlagen gegen die Japanerin Noriko Anno und die Brasilianerin Edinanci Silva belegte Estha Essombe bei ihrem letzten großen Turnier den fünften Platz.